# Zastava CZ-99
Die Zastava CZ-99 ist eine Selbstladepistole des Waffenherstellers Zastava Arms. (Zastava serb.: „Flagge“) (CZ 99 = Crvena Zastava devetdeset devet serb.: Rote Flagge neunundneunzig)

## Geschichte
Diese Pistole löste etwa 1990 die Zastava M57 und Mod.70 ab.
Circa 1988 begann die Entwicklung dieser Handfeuerwaffe. Nachdem klar wurde, dass die M57 nicht mehr dem Stand der Technik entsprach, schrieb die Serbische Nationale Armee eine neue Waffe aus.
Die Wahl fiel auf die neu entwickelte CZ-99.

## Technik
Die CZ-99 ist ein halbautomatischer Rückstoßlader. Der Schwenklauf verriegelt im Schlitten, indem sich ein korrespondierender Teil des Laufes in das Auswurffenster schiebt. Die Pistole ist in Form und Funktion stark von der deutsch-schweizerischen Pistole SIG Sauer P226 beeinflusst, hat gegenüber dieser aber einige Modifikationen. Eine Besonderheit der CZ-99 ist die Möglichkeit, den Abzug über einen Wahlschalter auf DA (Double Action) oder DAO (Double Action Only) umzustellen. Eine weitere Eigenschaft der CZ-99 ist, dass sie dem Schützen anzeigt, ob noch drei oder weniger Schüsse im Magazin sind.
Nachdem sich die CZ-99 bei der Nationalen Armee Serbiens bewährt hatte, wurde sie 1992 auch bei der Serbischen Polizei eingeführt.